# Willow Creek (Californie)
Pour les articles homonymes, voir Willow Creek.
Willow Creek est une census-designated place du comté de Humboldt, dans l'État de Californie, aux États-Unis,. En 2020, elle compte une population de 1 720 habitants.